# Jálama
Jálama (Xálima en Fala) es una montaña situada en el oeste del Sistema Central, entre las comunidades autónomas de Extremadura y Castilla y León. Con sus 1492 metros de altura es una de las montañas más altas de la sierra de Gata. La cima del pico Jálama preside el valle de Jálama y marca el límite entre las provincias de Cáceres y Salamanca.

## Toponimia
En la lengua autóctona de los pueblos del rincón noroeste de la provincia de Cáceres, la Fala, es conocida como Xálima. Ambos nombres probablemente tengan un origen lingüístico prerromano. Esta peculiar manera de denominar el topónimo se debe al nombre de una divinidad celta de las aguas, SALAMA. En una inscripción en una estela encontrada en "Os ferreirus" San Martín de Trevejo se puede leer: FVSCVS DOO SALAMATI // V.S..M.).
La montaña aparece mencionada como Salama en documentos medievales pero, por influencia de la fonética árabe, derivó en Jálama.

## Hidrografía
Hacia el noreste, a unos 3 km de la cumbre, en el paraje de las Cabezas de la Cervigona, se desploman las aguas del arroyo de la Cervigona, formando una cascada con cerca de 60 m de altura

## Flora
Es el hogar de cientos de especies animales. Tierra de castaños, robles, naranjos, nogales, pinos, olivos y otras muchas especies vegetales.